# دره نيجه (مقاطعة دالاهو)
دره‌نيجه (بالفارسية: دره‌نیجه) هي قرية تقع في قسم قلخاني الريفي (مقاطعة دالاهو) في إيران. يقدر عدد سكانها بـ 41 نسمة بحسب إحصاء 2016.